# Carolina Morace
Carolina Morace, née le 5 février 1964 à Venise, est une joueuse de football italienne. Elle est maintenant devenue entraîneuse et commentatrice de football.

## Biographie
Carolina Morace commence à jouer au football à l'âge de neuf ans. Elle fait ses débuts internationaux à l'âge de quatorze ans et sept mois, en février 1978 lors d'une rencontre face à la Yougoslavie. En tout, elle inscrit 105 buts en 153 rencontres internationales, tandis qu'en championnat elle compte plus de 500 buts. Au total elle porte les couleurs de onze clubs et remporte le championnat italien à douze reprises. Elle termine également en tête du classement des buteuses le même nombre de fois, conservant d'ailleurs ce titre durant onze saisons consécutives entre 1987/88 et 1998/99.
Elle réalise notamment le premier triplé de l'histoire de la Coupe du monde féminine de football, contre Taïwan en 1991
Tout en obtenant un diplôme d'avocate en 1996, elle devient une habituée des plateaux de télévision, et reçoit en 1991 son premier diplôme d'entraîneur. Après avoir pris les rênes de l'équipe féminine de la Lazio Rome, en 1999, Carolina Morace devient la première femme à prendre la tête d'un club professionnel masculin en Italie en acceptant la proposition de l'AS Viterbese Calcio en Serie C1. Mais elle démissionne après seulement deux matches à cause de la trop forte pression médiatique.
L'année suivante, elle est nommée à la tête de l'équipe nationale italienne et de l'équipe des moins de 18 ans. Elle déclare que l'Italie a « dix ans de retard » sur les autres grandes nations européennes. Son équipe manque de réussite lors de son élimination en phase de groupes de l'Euro 2005, après une défaite face à la France. Jusqu'en Juin 2005, elle est l'entraîneur-chef de l'équipe féminine nationale de l'Italie de football. Après cette expérience, elle retourne à la télévision comme commentateur sportif de la chaine La7. En Février 2009, elle est nommée  la nouvelle entraîneur-chef de l'équipe nationale féminine du Canada. Sous sa direction,,, le Canada remporte le championnat féminin de la CONCACAF en 2010  et se qualifie pour la Coupe du monde de football féminin 2011.
La Coupe du monde 2011 fut désastreuse pour l'équipe du Canada qui fut éliminée dès la phase des poules (3 défaites en 3 matchs). La déception des supporteurs canadiens et le déchainement de la presse sportive canadienne ont eu raison de Carolina Morace: celle-ci remet sa démission comme sélectionneuse le 22 juillet 2011,.
Elle est mariée à Nicola Jane Williams, joueuse de football australienne.
https://web.archive.org/web/20090731012316/http://geocities.com/Colosseum/Court/2250/Carolina/carriera.htm

## Statistiques en club
| Saison                | Club                    | Championnat           | Championnat | Championnat | Coupe(s) nationale(s) | Coupe(s) nationale(s) | Supercoupe | Supercoupe | Total | Total |
| Saison                | Club                    | Division              | M.          | B.          | M.                    | B.                    | M.         | B.         | M.    | B.    |
| 1977                  | Spinea                  | Serie C               |             |             |                       |                       | -          | -          | 0     | 0     |
| Sous-total            | Sous-total              | Sous-total            |             |             |                       |                       | -          | -          | 0     | 0     |
| 1978                  | Belluno                 | Serie B               |             |             |                       |                       | -          | -          | 0     | 0     |
| Sous-total            | Sous-total              | Sous-total            |             |             |                       |                       | -          | -          | 0     | 0     |
| 1979                  | Verona                  | Serie A               |             |             |                       |                       | -          | -          | 0     | 0     |
| 1980                  | Verona                  | Serie A               |             |             |                       |                       | -          | -          | 0     | 0     |
| 1981                  | Verona                  | Serie A               |             |             |                       |                       | -          | -          | 0     | 0     |
| 1982                  | Verona                  | Serie A               |             |             |                       |                       | -          | -          | 0     | 0     |
| Sous-total            | Sous-total              | Sous-total            |             |             |                       |                       | -          | -          | 0     | 0     |
| 1982                  | Lazio CF                | Serie A               |             |             |                       |                       | -          | -          | 0     | 0     |
| 1983                  | Lazio CF                | Serie A               |             |             |                       |                       | -          | -          | 0     | 0     |
| 1984                  | Lazio CF                | Serie A               |             |             |                       |                       | -          | -          | 0     | 0     |
| Sous-total            | Sous-total              | Sous-total            |             |             |                       |                       | -          | -          | 0     | 0     |
| 1985                  | Trani 80                | Serie A               |             | 27          |                       |                       | -          | -          | 0     | 27    |
| 1985-1986             | Trani 80                | Serie A               |             |             |                       |                       | -          | -          | 0     | 0     |
| 1986-1987             | Trani 80                | Serie A               |             |             |                       |                       | -          | -          | 0     | 0     |
| Sous-total            | Sous-total              | Sous-total            |             | 27          |                       |                       | -          | -          | 0     | 27    |
| 1987-1988             | Lazio CF                | Serie A               |             | 40          |                       |                       | -          | -          | 0     | 40    |
| 1988-1989             | Lazio CF                | Serie A               |             | 26          |                       |                       | -          | -          | 0     | 26    |
| Sous-total            | Sous-total              | Sous-total            |             | 66          |                       |                       | -          | -          | 0     | 66    |
| 1989-1990             | Reggiana R. Zambelli    | Serie A               | 29          | 38          |                       |                       | -          | -          | 29    | 38    |
| 1990-1991             | Reggiana R. Zambelli    | Serie A               | 23          | 29          |                       |                       | -          | -          | 23    | 29    |
| Sous-total            | Sous-total              | Sous-total            | 52          | 67          |                       |                       | -          | -          | 52    | 67    |
| 1991-1992             | Milan 82                | Serie A               | 28          | 31          |                       |                       | -          | -          | 28    | 31    |
| 1992-1993             | Milan 82                | Serie A               | 27          | 33          |                       |                       | -          | -          | 27    | 33    |
| Sous-total            | Sous-total              | Sous-total            | 55          | 64          |                       |                       | -          | -          | 55    | 64    |
| 1993-1994             | Torres Calcio Femminile | Serie A               | 30          | 33          |                       |                       | -          | -          | 30    | 33    |
| Sous-total            | Sous-total              | Sous-total            | 30          | 33          |                       |                       | -          | -          | 30    | 33    |
| 1994-1995             | Agliana                 | Serie A               | 24          | 31          |                       |                       | -          | -          | 24    | 31    |
| Sous-total            | Sous-total              | Sous-total            | 24          | 31          |                       |                       | -          | -          | 24    | 31    |
| 1995-1996             | Verona Gunther          | Serie A               | 20          | 39          |                       |                       | -          | -          | 20    | 39    |
| Sous-total            | Sous-total              | Sous-total            | 20          | 39          |                       |                       | -          | -          | 20    | 39    |
| 1996-1997             | Modène                  | Serie A               | 27          | 47          |                       |                       | -          | -          | 27    | 47    |
| 1997-1998             | Modène                  | Serie A               | 27          | 41          |                       |                       | 1          | 1          | 28    | 42    |
| Sous-total            | Sous-total              | Sous-total            | 54          | 88          |                       |                       | 1          | 1          | 55    | 89    |
| Total sur la carrière | Total sur la carrière   | Total sur la carrière | 235         | 415         | 0                     | 0                     | 1          | 1          | 236   | 416   |

- Gabekw, « W Carolina : la carriera », sur Internet Archive (consulté le 1er janvier 2024)

## Sélection

### Matchs internationaux
| Matchs internationaux de Carolina Morace | Matchs internationaux de Carolina Morace | Matchs internationaux de Carolina Morace | Matchs internationaux de Carolina Morace | Matchs internationaux de Carolina Morace |
| #                                        | Date                                     | Adversaire                               | Résultat                                 | Compétition                              |
| ---------------------------------------- | ---------------------------------------- | ---------------------------------------- | ---------------------------------------- | ---------------------------------------- |
| 149                                      | 30 mai 1997                              | Allemagne                                | 1 - 1                                    | Euro 1997                                |
| 150                                      | 3 juillet 1997                           | Danemark                                 | 2 - 2                                    | Euro 1997                                |
| 151                                      | 6 juillet 1997                           | Norvège                                  | 2 - 0                                    | Euro 1997                                |
| 152                                      | 9 juillet 1997                           | Espagne                                  | 2 - 1                                    | Euro 1997                                |
| 153                                      | 12 juillet 1997                          | Allemagne                                | 0 - 2                                    | Euro 1997                                |